# Stachylina gravicaudata
Stachylina gravicaudata är en svampart som beskrevs av Siri, M.M. White & Lichtw. 2006. Stachylina gravicaudata ingår i släktet Stachylina och familjen Harpellaceae.   Inga underarter finns listade i Catalogue of Life.